# Gastão Liberal Pinto
Dom Gastão Liberal Pinto (São Paulo, 22 de abril de 1884 — São Paulo, 24 de outubro de 1945) foi um sacerdote católico brasileiro, o segundo bispo da Diocese de São Carlos, São Paulo.

## Biografia
Dom Gastão Liberal nasceu em São Paulo no dia 22 de abril de 1884. Seus primeiros estudos tiveram tiveram início em seu próprio bar, bacharelando-se em 1903 pelo Ginásio do Estado. Entrou na Politécnica em 1904, saindo em 1905 para estudar no Seminário Episcopal de São Paulo.
Era filho de Adolpho Augusto Pinto e Generosa da Costa Liberal.

## Curricullum
- Prima Tonsura em 30 de junho de 1905
- Sub-Diaconato em 6 e 7 de março de 1909
- Presbítero em 6 de março de 1910
- Realizou a primeira missa em 8 de março de 1910
- Diplomou-se Doutor em Direito Canônico em 1912
- Foi defensor do vínculo na Cúria de São Paulo, em 1913
- Vigário de Santa Efigênia em 1919 a 1930
- Vigário Geral de São Paulo em 1930
- Bispo Titular do IPO e Coadjutor de São Carlos em 24 de março de 1934
- Primeiro Pontificial em 3 de junho de 1934 e Bispo Diocesano de São Carlos em 15 de outubro de 1937.
- Criou o Seminário Menor e promoveu o congresso Eucarístico de 1941, lançando a pedra fundamental da nova Catedral.